# Draycott in the Clay
Draycott in the Clay es una parroquia civil y un pueblo del distrito de East Staffordshire, en el condado de Staffordshire (Inglaterra).

## Geografía
Según la Oficina Nacional de Estadística británica, Draycott in the Clay tiene una superficie de 7,37 km².

## Demografía
Según el censo de 2001, Draycott in the Clay tenía 891 habitantes (46,46% varones, 53,54% mujeres) y una densidad de población de 120,9 hab/km². El 17,51% eran menores de 16 años, el 74,52% tenían entre 16 y 74, y el 7,97% eran mayores de 74. La media de edad era de 42,06 años. Del total de habitantes con 16 o más años, el 20,54% estaban solteros, el 62,45% casados, y el 17,01% divorciados o viudos.
Según su grupo étnico, el 98,31% de los habitantes eran blancos, el 0,67% mestizos, y el 1,01% asiáticos. La mayor parte (97,75%) eran originarios del Reino Unido. El resto de países europeos englobaban al 0,79% de la población, mientras que el 1,46% había nacido en cualquier otro lugar. El cristianismo era profesado por el 77,95% y el islam por el 0,79%, mientras que el 12,15% no eran religiosos y el 9,11% no marcaron ninguna opción en el censo.
Había 340 hogares con residentes y 4 vacíos.